# Dobradura

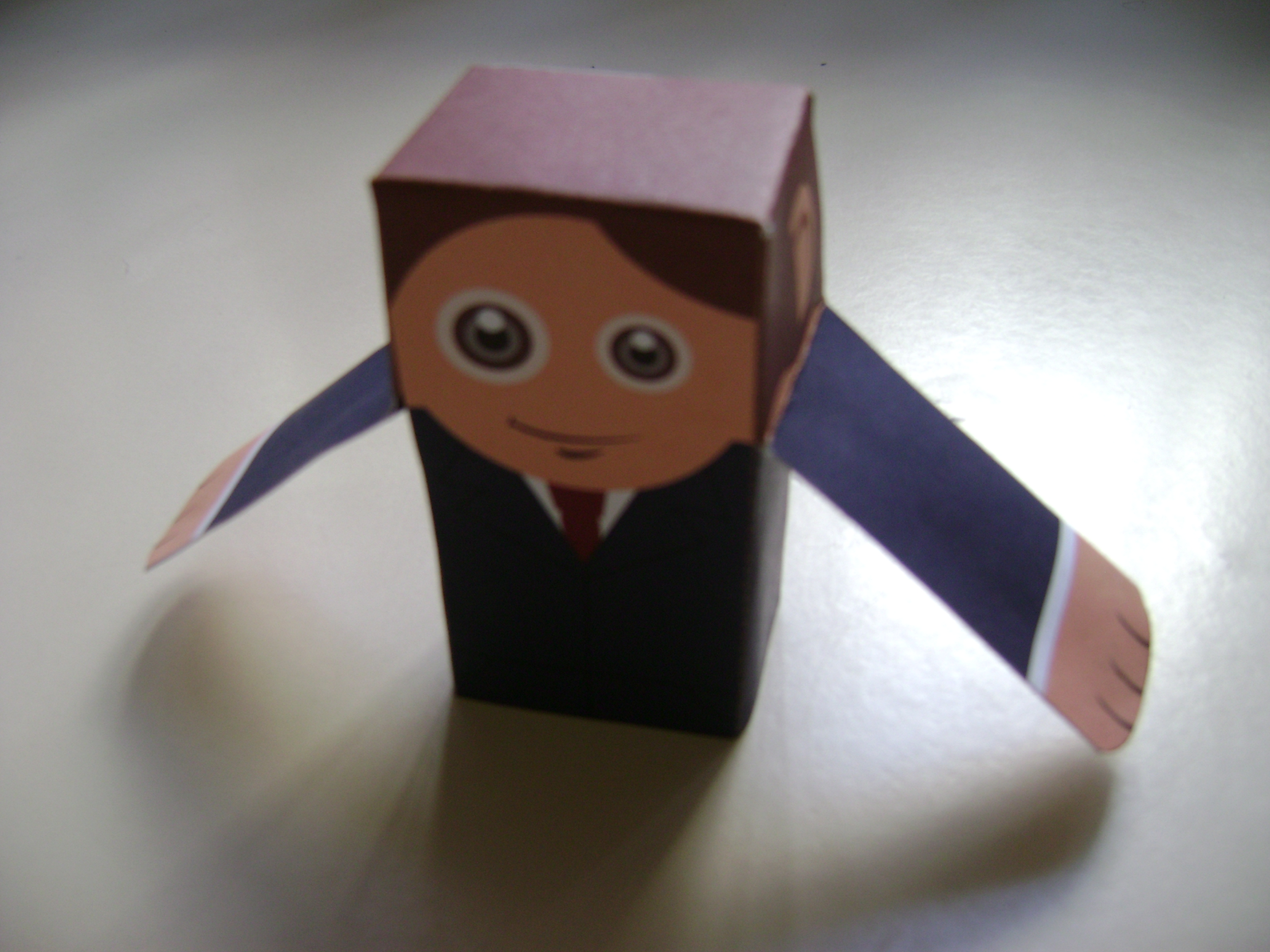
Um exemplo de boneco feito através de dobradura.

Dobradura é a arte de construir objetos com papel. Uma de suas variantes é o origâmi.

## Dobraduras
Surgiram há muito tempo. No início, foi apenas domínio dos orientais. Porém, hoje em dia, já é conhecida em todo o mundo. Também muito conhecida por origâmi, esta técnica consiste em dobrar um papel, e fazer com que se torne uma forma. Desde uma simples estrela, até castelos muito bem planejados e bem feitos.
Há muitos profissionais na área. Entre em alguns sites relacionados, e conheça um pouco mais dessa bela técnica.